# Football Club Vittorio Veneto 1963-1964
Questa pagina raccoglie le informazioni riguardanti il Football Club Vittorio Veneto nelle competizioni ufficiali della stagione 1963-1964.

## Rosa
| N. |                   | Ruolo | Calciatore         |
| -- | ----------------- | ----- | ------------------ |
|    | Italia (bandiera) | C     | Alfredo Bui        |
|    | Italia (bandiera) | D     | Romeo Campagnola   |
|    | Italia (bandiera) |       | Cavasin            |
|    | Italia (bandiera) | C     | Giuseppe Cimetta   |
|    | Italia (bandiera) | C     | Alberto Comini     |
|    | Italia (bandiera) | P     | Adriano De Benedet |
|    | Italia (bandiera) | C     | Adelmo D'Odorico   |
|    | Italia (bandiera) | D     | Dino Donadon       |
|    | Italia (bandiera) |       | Frezza             |
|    | Italia (bandiera) | D     | Silvano Ghezzo     |
|    | Italia (bandiera) | A     | Gianni Marchiol    |

| N. |                   | Ruolo | Calciatore      |
| -- | ----------------- | ----- | --------------- |
|    | Italia (bandiera) | C     | Libero Mazza    |
|    | Italia (bandiera) | A     | Sauro Mazzotti  |
|    | Italia (bandiera) | D     | Renzo Mion      |
|    | Italia (bandiera) | C     | Giorgio Nardi   |
|    | Italia (bandiera) | A     | Mirko Olivotto  |
|    | Italia (bandiera) | C     | Luigi Polentes  |
|    | Italia (bandiera) | A     | Dante Scala     |
|    | Italia (bandiera) |       | Tomasella       |
|    | Italia (bandiera) | C     | Ernesto Varnier |
|    | Italia (bandiera) | D     | Bruno Zanussi   |